# Tolpiodes
Tolpiodes is een geslacht van vlinders van de familie spinneruilen (Erebidae), uit de onderfamilie Calpinae.

## Soorten
- T. aphanta Turner, 1902
- T. brunnescens Rothschild, 1916
- T. discipuncta Hampson, 1926
- T. endolasia Hampson, 1926
- T. fasciata Rothschild, 1913
- T. melanoproctis Hampson, 1926
- T. micropis Hampson, 1926
- T. oligolasia Hampson, 1926